# Halaieveț, Lîpova Dolîna
Halaieveț (în ucraineană Галаєвець) este un sat în comuna Vesele din raionul Lîpova Dolîna, regiunea Sumî, Ucraina.

## Demografie
Componența lingvistică a localității Halaieveț
     Ucraineană (92,62%)
     Română (4,1%)
     Rusă (3,28%)
Conform recensământului din 2001, majoritatea populației localității Halaieveț era vorbitoare de ucraineană (92,62%), existând în minoritate și vorbitori de română (4,1%) și rusă (3,28%).